# SimCity (videohra, 1989)
SimCity je budovatelská strategie vyvinutá Willem Wrightem a vydána studiem Maxis. Hra měla nečekaný úspěch a položila základy budovatelských strategií. Až do vydání The Sims byla série nejprodávanější počítačovou sérií. Hra je zařazena mezi nejlepší hry všech dob.

## Hratelnost
Cílem SimCity je vybudovat a navrhnout město. Hráč může navrhnout komerční, průmyslové nebo obytné zóny, stavět různé budovy, měnit daňovou sazbu, budovat elektrickou síť, stavět dopravní systémy a podnikat mnoho dalších věcí potřebných k rozvoji města. Jakmile budou obyvatelé, známí jako "Simíci", stavět budovy v určité oblasti, mohou se rozhodnout stavět a modernizovat domy, bytové domy, lehké nebo těžké průmyslové budovy, komerční budovy, nemocnice, kostely a další stavby. Simíci se rozhodují na základě faktorů, jako je úroveň dopravy, elektrická energie, úroveň kriminality a blízkost jiných typů budov – například obytné oblasti vedle elektrárny se zřídkakdy ocení na nejvyšší úroveň bydlení. Ve hře jsou také scénáře.

### Katastrofy
- Shození bomby
- Oheň
- Povodeň
- Monstrum
- Roztavení nukleárního reaktoru
- Zřícení letadla
- Vrak lodě
- Tornádo
- Ufo

### Scénáře
- Bern, Švýcarsko, 1965 (Doprava)
- Boston, USA, 2010 (Roztavení reaktoru)
- Detroit, USA, 1972 (Zločin)
- Dullsville, USA, 1900 (Nuda)
- Hamburg, Německo, 1944 (Oheň)
- Rio de Janeiro, 2047 (Globální oteplování)
- San Francisco, 1906 (Zemětřesení 8. stupně)
- Tokyo, Japonsko,1961 (Godzilla)

## Historie
Autorem a hlavní herní designér SimCity byl Will Wright, když byl ještě vývojářem nezávislých her.

### Nápad
Nápad na hru dostal Wright při hraní hry Raid on Bungeling Bay. V té hře hráč musí ovládat vrtulník, odstřelovat nepřátelská území a ničit továrny na zbraně. Během procesu vývoje vytvořil designér hry program na snadnou editaci map. Wright, fascinován tímto programem, začal věnovat mnohem více času vytvářením map než samotným hraním a zjistil, že ho vytváření map baví více než hra samotná. Později Wright přiznal, že po vytvoření nové základny ovládal pouze postavu letící ve vrtulníku a nikdy svoje základny nezničil.

### Vývoj
Wright rozhodl vylepšit editor map, který pak přeměnil na plnohodnotnou hru, kde hráč mohl vytvářet města a vybavit je infrastrukturou. V rozhovoru herní designér poznamenal, že chtěl přijít s novou hratelností, která by hráče nenutila dosáhnout určitého cíle, ale naopak umožnila člověku vytvořit požadovaný průběh událostí sám, což dává volnou ruku kreativitě.
Během vývoje SimCity se Wright začal zajímat o urbanismus a přečetl asi 50 knih na toto téma. Will také studoval dynamiku systému vyvinutou americkým vědcem Jayem Forresterem, která tvořila základ hratelnosti budoucí hry. Prostřednictvím hry se vývojář také rozhodl reflektovat své politické přesvědčení, například myšlenku podpory rozvoje veřejné dopravy nebo nesouhlasu s jadernou energií. Prezident studia Maxis (Jeff Braun) připustil, že hra ve skutečnosti podporuje politické programy. Wrightovi trvalo vytvoření hry asi 2 roky.

#### Simulace (vysvětlení)
Na první pohled vypadá simulace města v SimCity jako složitý a dynamický proces. Je však založena na jednoduchých algoritmech, které Will Wright popisuje takto:
|  | Sledování dynamiky systému vám umožní rozdělit ji z velké části na fondy a toky. Fondy jsou číselné subjekty, například počet obyvatel. A tok je rychlost změny parametru, například růst migrace nebo úmrtnost a míra plodnosti. Se dvěma takovými entitami můžete modelovat téměř cokoli. |

Simulace města se (co se týče vlastností) podobá Conwayově hře života, kdy je na základě jednoduchých pravidel dosaženo komplexního a rozmanitého chování. V SimCity je simulace postavena na dvourozměrném poli buněk herního světa, z nichž každá má určitou sadu vlastností (úroveň znečištění, kriminalita, hodnota pozemků, atd.). . Během simulačních hodin jsou vlastnosti buněk v budoucnu měněny pomocí některých algoritmů. Znečištění se například může rozšířit do sousedních buněk a úroveň kriminality a znečištění může ovlivnit hodnotu půdy. Simulace vám umožní získat nové chování simulovaných makro objektů, v závislosti na základních pravidlech a daném stavu, například podle Willa Wrighta, jak jeho město rostlo, vnitrozemí bylo obklopeno průmyslovými a jinými objekty a v důsledku toho se změnilo na slumy

#### Katastrofy
Zpočátku nebyly ve hře žádné katastrofy. Ale ukázka hry lidem v různých společnostech ukázala, že mnoho z nich po výstavbě města vzalo jediný nástroj pro zničení (buldozer, který byl vyroben k nápravě hráčových chyb) a začal demolovat budovy města. Bylo to pro ně zajímavé a příjemné, navzdory skutečnosti, že bylo mnohem obtížnější stavět než ničit. Protože se to stalo mnoha lidem, Will Wright se rozhodl zahrnout katastrofy do herní mechaniky

#### Dokončení
Raná verze simulátoru se jmenovala Micropolis a byla v roce 1985 připravena pro domácí počítač Commodore 64. Přibližně v době, kdy byl Maxis založen, se objevily nové platformy Macintosh a Amiga a Will Wright s Jeffem Braunem se rozhodli přepsat hru právě pro tyto počítače. Za tímto účelem najali několik programátorů a ti hru přepsali do programovacího jazyka C. Později, po úspěšném vydání hry, se Maxis vrátil k již napsané verzi pro Commodore 64 a publikoval ji.

### Vydání
Navzdory skutečnosti, že hra byla připravena už v roce 1985, nemohla se dostat na trh počítačových her po dobu čtyř let. Wright se několik let neúspěšně pokoušel vyjednávat s různými vydavateli. Problém byl v tom, že Micropolis měla příliš nestandardní a složitou hratelnost. Z tohoto důvodu většina vydavatelů odmítla hru vydat ze strachu, že by prodeje Micropolisu selhaly.
Brzy se Jeff Braun, vlastník malé společnosti, začal zajímat o Wrightův projekt. Zaujala ho myšlenka Micropolis, okamžitě prodal svou společnost za 100,000 dolarů a v roce 1987 spolu s Wrightem založil studio Maxis. To z Willa Wrighta udělalo jeho nového partnera. Jeff souhlasil, že propojí své podnikání s rozvojem dalších budoucích herních projektů. Wright však spolu s Jeffem pokračoval v marných pokusech propagovat projekt vydavatelům her, dokud na jejich nabídku v roce 1988 nereagovalo vydavatelství Brøderbund, které souhlasilo s publikováním hry, ale pod podmínkou, že z každé kopie obdrží 20%. Členové společnosti také požadovali změnu názvu hry, protože název Micropolis byl považován za "nakažlivě vtipný". Pak Jeff Brown změnil název z Micropolis na SimCity. Brøderbund zároveň získal licenci na jinou hru vytvořenou společností Maxis (Skychase), kde hráč musí ovládat letadlo
V roce 1988 získal Brøderbund práva na distribuci SimCity, zatímco Will Wright dokončoval práci na vylepšené verzi hry. SimCity byla vydána v roce 1989 nejprve pro počítače Macintosh, Amiga, poté pro Commodore 64 a IBM PC. První vydání bylo 100 000 kopií.
Zpočátku nebyly prodeje vysoké, ale pozitivní recenze od kritiků a jednostránkový článek v časopise Newsweek prudce zvýšily prodej, první várka 100 000 kopií SimCity byla rychle vyprodáno a za první rok činily tržby 3 miliony dolarů.

## Porty
| -/-                      | Verze / Datum vydání | Popis |
| ------------------------ | -------------------- | --- |
| Acorn 32-bit             | 1993                 | |
| Amiga                    | V.1.0 (2/2/1989)     | Vedle SimCity pro Macintosh to byla první komerčně vydáná verze SimCity. Běžel na jakékoli Amize s nejméně 512 kilobajty paměti a byl distribuován na jedné disketě. |
| Amiga                    | V.2.0                | Tato verze byla vylepšena o možnost přepínat sady dlaždic. Sada dlaždic se skládá ze všech obrázků, které hra používá k nakreslení města, a změnou sady dlaždic může hráč městu poskytnout jiný vzhled a pocit. Grafika podporuje až 64 barev v režimu Extra Halfbrite. Díky této nové funkci vyžaduje SimCity alespoň 1 MB paměti, což je dvojnásobek původní verze. |
| Amiga CDTV               | 1991                 | Aby byla hra příjemnější při pohledu na vzdálenou televizi, tato verze hry ukazuje bližší pohled na město. Mezi další změny patří uživatelské rozhraní vhodnější pro použití ze vzdáleného ovládání CDTV, použití CD pro hudbu a přidání tří scénářů. |
| Amstrad CPC              | 1990                 | |
| Atari ST                 | 1990                 | Tato verze obsahuje scénáře, ale nemá hudbu a grafika hry je méně barevná než grafika Amiga verze 2.0. |
| BBC Micro Acorn Electron | 1990                 | Tato verze postrádá hudbu, mnoho zvukových efektů, většinu animací a má omezenou barevnou paletu (4 barvy), ale má většinu funkcí verze Amiga, přestože musí běžet v 25 kilobajtové paměti. |
| Commodore 64             | 1989                 | Tato verze postrádá policejní/hasičské stanice, stadiony a železnice. Katastrofy jsou omezeny na zemětřesení. přidala obrazovku statistik užitečnou pro hodnocení rozvoje města. Hráč si může vybrat mezi osmi scénáři nebo hrát na náhodně generovaném terénu. |
| FM Towns                 | 1990                 | |
| Macintosh                | V.1.0 1989           | Vydáno ve dvou verzích: monochromatické a barevné. Ochrana proti kopírování. |
| Macintosh                | V.1.1 1989           | Ochrana proti kopírování byla odebrána. |
| MS-DOS                   | V.1.00 - 1.07 1989   | Obsahuje barevnou grafiku EGA v rozlišení 320x200 i 640x350 s vysokým rozlišením, stejně jako monochromatické EGA 640x350, CGA 640x200 a Hercules 720x348. v1.07 přidáno MCGA 640x480 mono. Ochrana proti kopírování. |
| NES                      | NEVYDÁNO             | Verze pro NES byla oznámena společně s verzí SNES a byla představena na Consumer Electronics Show (CES) 1991, ale verze NES nebyla nikdy vydána. Má zcela jiný soundtrack (složený Soyo Oka) než ve verzi SNES; Metropolis Theme je přitom skladba, kterou sama Oka považuje za jedno ze svých nejlepších děl. Oznámení v časopise Nintendo Power z července 2005 uvedlo, že v sídle společnosti Nintendo byla nalezena vývojová kazeta SimCity pro NES. Nikdy nebyla vydána, je údajně jediná na světě. |
| OS/2                     | 1994                 | |
| Palm Os                  | 28/10/1999           | |
| PC-98                    | 1990                 | |
| Sharp X68000             | 7/9/1990             | |
| SNES                     | 28/4/1991            | Tato verze SimCity byla vyvinuta a publikována společností Nintendo a na základě licence společnosti Maxis verze Super NES měla další funkce, které nebyly nalezeny v původním SimCity, včetně grafiky měnící se tak, aby odpovídala ročním obdobím (stromy jsou v létě zelené, na podzim oranžové, bílé v zimě a na jaře kvetou jako třešně), budovy odměn a velmi energický zelenovlasý městský poradce jménem Dr. Wright (po Willu Wrightovi), který se často objevuje a informuje hráče o problémech s jejich městem. Kromě toho měla verze Super NES SimCity dva další bonusové scénáře, které byly přístupné po dokončení původních scénářů: Las Vegas a Freeland. Styl budov se podobá spíše těm v Japonsku spíše než v Severní Americe. Nintendo také vložilo do hry svou značku s nebezpečnou katastrofou Bowser a sochou Maria udělenou po dosažení 500,000 obyvatel. |
| Spectrum ZX              | 1989                 | Má všechny funkce (jako jsou scénáře, policie a katastrofy) novějších verzí hry, ale s mnohem omezenějším zvukem a grafikou. |
| Symbian                  | 15/2/1999            | |
| Wii                      | 19/11/2006           | |

## Hudba
Pokud se v původní hře soundtrack skládá z řady jednoduchých zvuků, pak pro verze NES a SNES byl vytvořen plnohodnotný soundtrack, který se skládá z celkem 20 melodií a zvukových stop napsaných japonskou skladatelkou Soyo Oko, která pracovala v hudebním studiu Nintenda v letech 1987 až 1995. V jednom ze svých rozhovorů Oka přiznala, že tvorba hudby pro simulátor NES pro ni byla novou zkušeností, protože melodie neměla vyjadřovat žádný stres, ale naopak pomoci hráčům lépe se soustředit na vytváření vlastního města. Pak se rozhodla napsat po sobě jdoucí melodie, ve kterých není konec. Oka chtěla také změnou hudebního stylu reflektovat růst a rozvoj města. Začala tedy tvorbou jednoduchého motivu a pak pracovala na jeho různých variantách. Jak město roste, skladby se stávají čím dál složitějšími.
Když Oka později pracovala na hudbě pro verzi hry SNES, dostala za úkol napsat nové melodie, ale stále se snažila zachovat stejnou atmosféru jako v NES. Oka měla vytvořit komplexnější hudební doprovod a napsat ještě více melodií. Stejně jako poprvé se zaměřila na změnu hudební atmosféry ve městě, jak roste. Některé melodie z NES byly přeneseny do SNES bez větších změn, ale obecně má verze SNES podle skladatelky mnohem bohatší hudební doprovod

## Přijetí

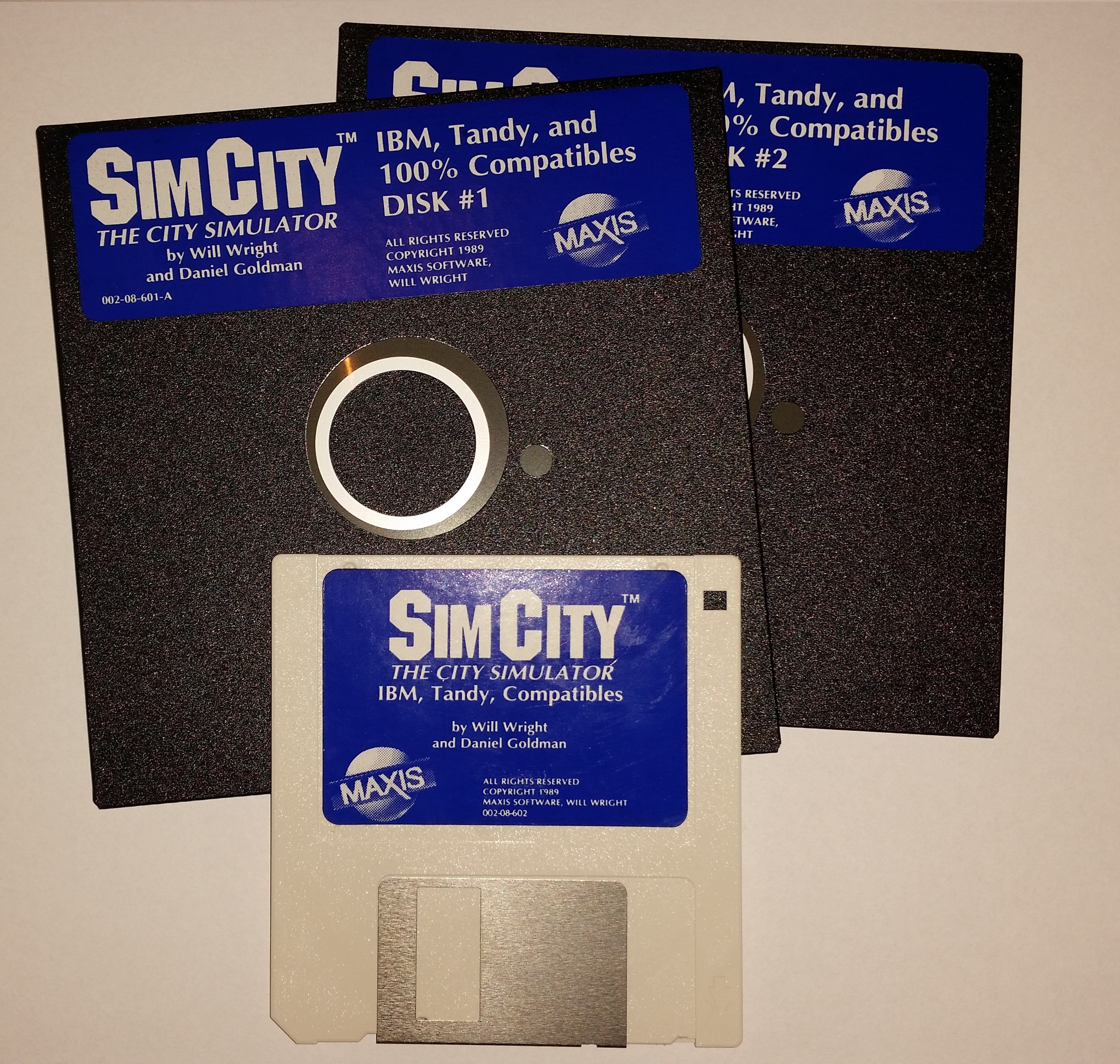
Disketa SimCity na IBM

### PC verze
Hru hodnotili kritici převážně pozitivně. Stephen Levy, kritik časopisu Macworld, byl fascinován příležitostí pozorovat auta virtuálních obyvatel a vidět, jak se každý z nich pohybuje po městě, například z domova do práce. Heidi Aukok, recenzent časopisu Compute!,také chválil hru ve své recenzi ze srpna 1989 a nazval hru zajímavou. Mark Langshaw nazval SimCity jedním z nejdůležitějších herních titulů v historii počítačových her a průkopníkem svého žánru. Kritik z webu GameSpy nazval hru jednoduchou, ale zároveň složitou. Podle Kirilla Tokareva, zástupce časopisu Igromania, má hra velmi špatnou grafiku, což však nezabránilo jejímu úspěchu. Podle kritika hojnost grafů a schémat naznačuje, že hra byla původně koncipována jako hra pro architekty.

### Popularita a vliv
Hra v roce 1989 vstoupila na seznam nejprodávanějších her a stala se bestsellerem. Během prvních tří let se prodalo více než milion kopií a slovo Sim se stalo novou značkou studia Maxis. Úspěch projektu přinesl společnosti Maxis velký zisk a proměnil ji ve větší společnost. Několik let po úspěchu SimCity vstoupily na herní trh simulátory jako SimEarth, SimAnt, SimLife, SimFarm, SimTown, SimPark, SimCopter a další, ale neměly takový úspěch jako The Sims. Brzy po úspěchu SimCity se vývojáři rozhodli vydat novou verzi hry s vylepšenou hratelností a novými funkcemi - SimCity 2000.
Časopis PC World v roce 2009 zařadil SimCity na čtvrté místo v seznamu "nejlepších her v historii". Zástupci časopisu IGN udělili simulátoru 11. místo mezi nejlepšími počítačovými hrami v historii.

## Ocenění
| Organizace                           | Rok  | Název ceny                                                                                       | Překlad názvu |
| ------------------------------------ | ---- | ------------------------------------------------------------------------------------------------ | --- |
| VideoGames & Computer                | 1989 | Best Computer Strategy Game                                                                      | Nejlepší počítačová strategická hra                                                                              |
| European Computer Leisure Award      | 1989 | Best Educational Program                                                                         | Nejlepší vzdělávací program                                                                                      |
| Origins Award                        | 1989 | Best Military or Strategy Computer Game                                                          | Nejlepší válečná nebo strategická počítačová hra                                                                 |
| Software Publisher’s Association     | 1989 | Critics’ Choice: Best Consumer Program                                                           | Volba editora: Nejlepší spotřebitelský program                                                                   |
| Compute!                             | 1989 | Editors Choice Award: Best Simulation                                                            | Volba editora: Nejlepší simulátor                                                                                |
| MacUser                              | 1989 | Critics’ Choice: Best Recreation Program                                                         | Volba editora: Nejlepší rekreační program                                                                        |
| Amiga Annual                         | 1989 | Game of the Year                                                                                 | Hra roku |
| Computer Gaming World                | 1989 | Game of the Year                                                                                 | Hra roku |
| Macworld                             | 1989 | Game Hall of Fame                                                                                | Herní síň slávy                                                                                                  |
| Computer Game Developer’s Conference | 1989 | Most Innovative Publisher                                                                        | Nejvíce inovativní vydavatel                                                                                     |
| Tild D’Or                            | 1989 | Most Original Game                                                                               | Nejvíce originální hra                                                                                           |
| Macworld                             | 1990 | World Class Award                                                                                | Cena světové třídy                                                                                               |
| Siia CODiE Awards                    | 1990 | Best Simulation Program Best Entertainment Program Best Curricular Program Best Consumer Program | Nejlepší simulační program Nejlepší zábavní program Nejlepší kurikulární program Nejlepší spotřebitelský program |
| Technology and Learning              | 1990 | Software Award of Excellence                                                                     | Vynikající software                                                                                              |
| Amiga Power                          | 1991 | Fourth Best Simulation of All Time for Amiga                                                     | Čtvrtý nejlepší simulátor všech dob na Amigu                                                                     |
| CRASH                                | 1991 | The Offical Game Top 100 Of All Time: 15th place                                                 | Žebříček top 100 her na Spectrum ZX: 15. místo                                                                   |
| UnixWorld (англ.)русск.              | 1992 | Best product of the year                                                                         | Nejlepší produkt roku                                                                                            |
| Your Sinclair                        | 1992 | The Offical Game Top 100 Of All Time: 11th place                                                 | Žebříček top 100 her na Spectrum ZX: 11. místo                                                                   |
| Your Sinclair                        | 1993 | The Offical Game Top 100 Of All Time (Readers): 4th place                                        | Žebříček top 100 her na Spectrum ZX (podle čtenářů): 4. místo                                                    |
| Computer Gaming World                | 1996 | 150 Games of All Time: 6th place                                                                 | 150 nejlepších her všech dob: 6. místo                                                                           |